# Sidonie (Brumov-Bylnice)
Sidonie, bis 1964 Svatá Sidonie (deutsch Sidonia, slowakisch Sidónia) ist ein Ortsteil der Stadt Brumov-Bylnice in Tschechien. Er liegt sechs Kilometer südöstlich von Brumov-Bylnice und gehört zum Okres Zlín.

## Geographie
Sidonie befindet sich im Norden der Weißen Karpaten auf dem Gebiet des Naturparks CHKO Bílé Karpaty. Das Dorf erstreckt sich unmittelbar an der Grenze zur Slowakei im Tal des Baches Vlárka. Nördlich erheben sich der Holý vrch (830 m), Průklesy (835 m), Kosák (766 m) und Okršlisko (769 m), im Nordosten der Biely vrch (819 m), Chmeľová (925 m) und Diel (758 m), östlich der Snoh (543 m), im Süden der Kráľov vrch (575 m) und die Kalinka (493 m), südwestlich der Čaganov (575 m), im Westen die Okrouhlá (654 m) und Pyrtě (638 m) sowie nordwestlich der Tratihušť (707 m). Drei Kilometer südwestlich liegt auf dem Kataster von Sidonie der Wlarapass. In der Ortslage Vlář befindet sich der Grenzbahnhof Vlárský průsmyk, der den Endpunkt der tschechischen Bahnstrecke Brno–Vlárský průsmyk und der slowakischen Bahnstrecke Trenčianska Teplá–Vlárský průsmyk bildet.
Nachbarorte sind Uhlisko, Díly, Lazy, Dúbrava, Na Kopanicách und Na Salaši im Norden, Trokanovo, Červený Kameň und Vršatské Podhradie im Nordosten, Chrastková und Krivoklát im Osten, Sedmerovec, Podhorie und Tlstá Hora im Südosten, Horné Srnie, Rajkovec und Zábava im Süden, Vlárka und Svatý Štěpán im Südwesten, Petrova Studně, Kouty, Hluboče, Hlubocká Stráň im Westen sowie Bylničky, Bylnice, Blizákovec und Brumov im Nordwesten.

## Geschichte
Über den Wlarapass führte mit der Ungarischen Straße eine wichtige Handelsverbindung zwischen Mähren und Ungarn, die aber zugleich auch einer der Haupteinfallswege der Ungarn, Türken und Kuruzen nach Mähren war. Seit 1503 ist auf dem Pass die Ansiedlung Vlář nachweisbar, sie wurde 1512 nochmals als Vlářa erwähnt und bereits 1518 als wüst bezeichnet. Durch das Tal der Kleinen Wlara (Vlárka) verlief die mährisch-ungarische Grenze, es war bis ins 18. Jahrhundert mit dichten Wäldern bestanden und unbesiedelt.
Im Jahre 1788 ließ der Besitzer der Herrschaft Brumov, Johann Baptist Graf Illésházy, in den Wäldern an der ungarischen Grenze die Glashütte St. Sidonia anlegen, die er nach seiner Frau benannte. Für die Beschäftigten ließ Illésházy Teile des Waldes roden und überließ ihnen Grundstücke zur Errichtung einer Glasmacherkolonie, die als St. Sidonia, Svatá Sidonia, Sidonie bzw. Sidonka bezeichnet wurde. Die Herrschaft betrieb die Hütte nicht selbst, sondern verpachtete sie an Glasmachermeister. Die Glashütte St. Sidonia produzierte in ihren Anfangsjahren neben Kreideglas, Tafelglas und Grünglas auch geschliffene und bemalte Gläser. Nachdem 1815 in Svatý Štěpán eine weitere herrschaftliche Glashütte gegründet worden war, wurde der Ort auch als Stará Huť bezeichnet. Zwischen 1820 und 1840 wurde die Hütte von Anton Riss betrieben. Ein Teil der Siedlung einschließlich der Glashütte befand sich rechtsseitig der Vlárka und gehörte somit zum Kataster der ungarischen Gemeinde Horné Srnie. Bis zur Mitte des 19. Jahrhunderts blieb Svatá Sidonia immer der Herrschaft Brumov untertänig.
Nach der Aufhebung der Patrimonialherrschaften bildete Svatá Sidonia/Sanct Sidonia eine Ansiedlung der Gemeinde Bilnice in der Bezirkshauptmannschaft Uherský Brod. Ab 1850 war die Glashütte zusammen mit der St.-Stephans-Hütte an Joseph Schreiber verpachtet. Seit 1876 war in der Ansiedlung eine Schule eingerichtet. Ab 1876 wurden beide Glashütten von Schreibers Neffen Emanuel und Max Göpfert geführt, die 1886 die Produktion in St. Sidonia einstellten. Das Herrenhaus brannte 1884 nieder. 1887 übernahm Vincenz Schreiber die Glashütte und setzte sie 1889 wieder in Betrieb. Die Inbetriebnahme der Wlarabahn von Brünn nach Trenčianska Teplá im darauffolgenden Jahre schuf eine für den Absatz äußerst günstige Verkehrsverbindung. 1898 setzten die Arbeiter während eines Streiks bessere Lebensbedingungen durch. Im Jahre 1900 bestand Svatá Sidonia aus 36 Häusern und hatte 584 Einwohner. Auf der ungarischen Seite befanden sich neben der Glashütte, der Binderei, der Schleiferei und dem Depot noch drei Wohnhäuser mit 32 Bewohnern. 1907 gründeten Arbeiter der Glashütten Svatý Štěpán, Svatá Sidonie und Nemšová im Gasthaus Vlář gemeinsam einen sozialdemokratischen Verein. Im Jahre 1912 wurde in Sanct Sidonia ein Postamt eingerichtet. In den Jahren 1916 und 1917 brach in der Ansiedlung der Typhus aus. 1919 wurde das Dorf von einem Hochwasser der Vlárka heimgesucht. Infolge der Weltwirtschaftskrise wurden 1923 200 Beschäftigte entlassen, damit war ein Drittel der Einwohner ohne Erwerb. 1932 musste Vincenz Schreiber für die Glasfabrik Konkurs anmelden. Im Herbst 1933 wurde der Betrieb durch seinen Sohn Ernst Schreiber zeitweilig wieder aufgenommen. Nach der erneuten Stilllegung wanderte ein Teil der Glasarbeiter ins Ausland ab; 34 davon warb Mohammed Said Jasin für seine Glasfabrik in Kairo ab. 1936 versuchten frühere Beschäftigte, die Produktion in eigener Regie wieder aufzunehmen. Im selben Jahre ersteigerte die Legiobanka die Glasfabrik einschließlich der Arbeiterkolonie und schlug die Fabrik ihrem Hohlglaskartell DUTA zu, das zwischen 1937 und 1938 die Produktionsanlagen abreißen ließ. Die Kolonie wurde an die Bewohner der Häuser verkauft. Seit 1949 war die Ansiedlung dem Okres Valašské Klobouky zugeordnet. 1954 löste sich Svatá Sidonie von Bylnice los und bildete eine eigene Gemeinde. Ende 1960 wurde die Gemeinde dem Okres Gottwaldov zugeordnet. Der Ortsname wurde 1964 in Sidonie verkürzt. 1976 wurde der Ort nach Brumov-Bylnice eingemeindet. Nach der Auflösung der Tschechoslowakei fielen 1992 die linksseitig der Vlárka gelegenen Fluren der Slowakei zu. Das Dorf war nur über eine Straße aus der Slowakei erreichbar. Bei der Grenzbereinigung vom 25. Juli 1997 wurde der als Sidónia bezeichnete slowakische Anteil im Austausch gegen U Sabotů an Tschechien übergeben. Am Bahnhof Vlárský průsmyk befindet sich ein Auslieferungslager für Holz.

## Ortsgliederung
Sidonie besteht aus den Ortslagen Vlář, U mlýna, Chaloupky, Tratihušť, Okrouhlá, Dubovina, Podíly, Kalinka, Snoh, Bartlova paseka, Kobylí hlava, Jelínek, Vlárka, Chmelinec, Uhlisko, Nosálovec, Košelova zahrada, Černý peň, Paseky, Rajčarňa, Kopanice, Díly und Bočky.

## Sehenswürdigkeiten
- Arbeiterkolonie, die Häuser Nr. 65–70 wurden 1995 zur Denkmalszone erklärt
- historischer Backofen, als Kulturdenkmal geschützt
- Naturdenkmal Okrouhlá, alter Buchen-Eichenwald, westlich des Ortes
- Naturdenkmal Sidonie, westlich des Ortes
- Naturdenkmal Hluboče, westlich des Ortes